# حماسه میکی
حماسه میکی (به انگلیسی: Epic Mickey) یک بازی ویدئویی سکوبازی است که توسط استودیو جانکشن پوینت ساخته و توسط استودیو دیزنی اینتراکتیو برای وی منتشر شده‌است. این بازی بر روی میکی‌ماوس متمرکز است، که به‌طور تصادفی به جهانی وارد می‌شود و آنجا به ماجراجویی می‌پردازد. اسوالد، خرگوش خوش‌شانس در حماسه میکی نیز حضور دارد. اسوالد و میکی برای نخستین بار در این بازی با هم ظاهر می‌شوند.
حماسه میکی بخشی از تلاش دیزنی بود تا با تأکید کمتر بر روی جنبه دلپذیر و شادی شخصیت میکی ماوس، جنبه‌های شیطنت آمیز و پرماجرا او را معرفی کند و او را به عنوان یک قهرمان برگرداند. کارگردانی بازی را وارن اسپکتور انجام داده که در کنار این پروژه با استودیو انیمیشن والت دیزنی همکاری داشته‌است. این بازی در

## بازتاب‌ها
| گردآورنده | امتیاز |
| --------- | ------ |
| متاکریتیک | 73/100 |

| ناشر                | امتیاز |
| ------------------- | ------ |
| وان‌آپ.کام           | B      |
| دستراکتید           | 7/10   |
| اج                  | 7/10   |
| فامیتسو             | ۳۱/۴۰  |
| جی۴                 | [ ۷ ]  |
| گیم اینفورمر        | 7/10   |
| گیم‌اسپات            | 6/10   |
| گیمز ریدار+         | [ ۱۰ ] |
| گیم‌تریلرز           | 8.2/10 |
| گیم‌زون              | 6.5/10 |
| جاینت بامب          | [ ۱۳ ] |
| آی‌جی‌ان              | 8/10   |
| نینتندو لایف        | 7/10   |
| نینتندو ورلد ریپورت | 6.5/10 |
| مجله رسمی نینتندو   | 85%    |
| Good Game           | 13/20  |

بر اساس متاکریتیک، حماسه میکی بررسی‌های متوسط به مثبت دریافت کرد.